# Poya (komuna)
Poya, komuna na središnjem primorju zapadne obale Nove Kaledonije, 210 km sjeverno od grada Nouméa. Podijeljena je između Sjeverne i Južne provincije, 845.8 km² (326.6 sq mi). 

## Stanovništvo
Populacija: 2,600 (2004)

## Naselja i plemena
U komuni se nalazi nekoliko urbaniziranih naselja Moindah, Poya, “Basse-Poya” (Lower Poya), a u planinskim predjelima živi 6 plemena Népou, Nékliai, Nétéa, Gohapin  (drugo pleme po veličini na Novoj kaledoniji; 700), Montfaoué, i Ouendji. Na južnoj strani komune je pleme Gîte Crapin.

## Privreda
Rudarstvo (nikal), akvakultura, ribolov, uzgoj stoke (goveda, ovce), poljodjelstvo.